# لایلا رواس
لیلا رواس (انگلیسی: Laila Rouass؛ زادهٔ ۲۲ ژوئن ۱۹۷۱) یک هنرپیشه، و بازیگر سینما اهل بریتانیا است.
مادر او هندی و پدرش مراکشی است.
از فیلم‌ها یا برنامه‌های تلویزیونی که وی در آن نقش داشته است می‌توان به کونان بربر اشاره کرد.